# Censor (dator)

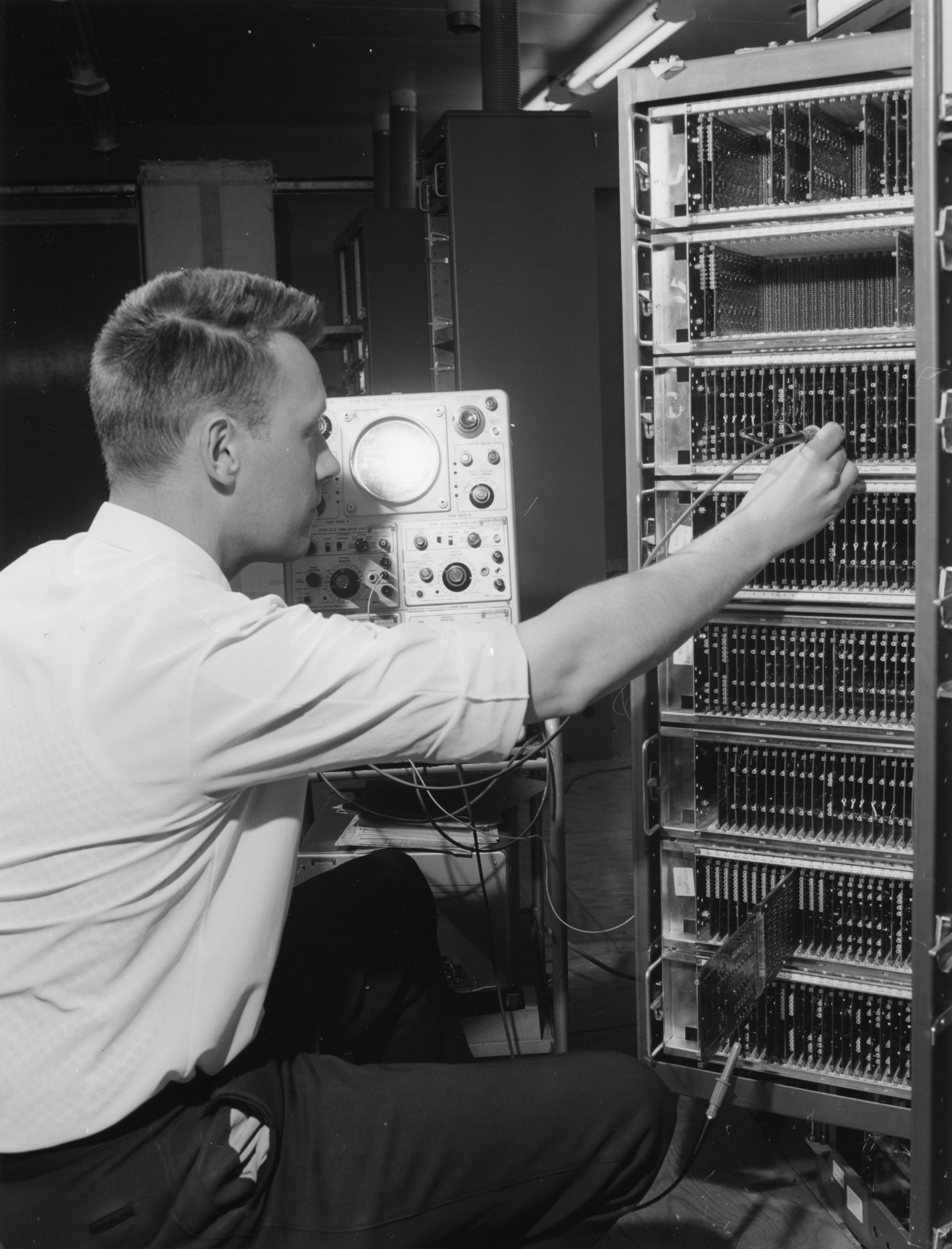
Sture Janson trimmar räknekretsar i en Censor 120 från SR&T i fabriken i Ulvsunda industriområde. (Bild från Televerkets tidskrift Tele nr 4 1964.)

Censor var familjenamnet på en serie datorer som började utvecklas av Standard Radio & Telefon och senare togs över av Stansaab i Järfälla sedermera Datasaab AB, och slutligen Ericsson Information Systems. Censor användes främst i stridsledningssystem för militären och flygledningssystem för civila flygplatser. Det mest kända system där Censor användes var i radargruppcentralerna (rrgc) i det svenska försvarets system STRIL 60. Den första versionen blev färdig c:a 1963 och den första installationen i en radargruppcentral skedde år 1964.

## Modeller
- Censor 120: 20 bitars ordlängd, RAM 512 40-bitars ord (2,5 KB)
- Censor 220: 40 bitars ordlängd, RAM 4096 40-bitars ord (20 KB), ROM 512 11-bitars ord
- Censor 908
- Censor 932

## Censor 120
Runt 1958 hade SRT utvecklat ett digitalt indikatorrum åt Kungliga Flygförvaltningen (KFF, senare Försvarets materielverk) med namnet PS-08. Detta innehöll en enkel dator med namnet B-stativet som kunde användas för målriktning med hjälp av en styrkula. B-stativet var en maskin med 32 ords minne och 20 bitar i varje ord. År 1960 vann sedan SRT ytterligare en order från KFF på digitala radarextraktorer till en volymetrisk radar från det franska företaget SNERI. Då denna installerades i sju olika instanser kallades projektet "Snövit och de sju dvärgarna" och den färdiga produkten kallades PH-39.
För PH-39 utökade SRT den tidigare datorprototypen B-stativet med ett kärnminne från Philips i Holland på 512 ord, senare 1024 ord. Senare byttes kärnminnet mot ett annat mer självständigt kärnminne inköpt från Dian Controls i Boston. Systemet bestod redan från början av en central dator samt flera radarextraktorer, på den tiden kallade videokorrelatorer. Detta system benämndes i efterhand Censor 120. Modellbeteckningen 120 tilldelades av Försvarets materielverk. Namnet "censor" valdes först senare, våren 1964, av Mellberg i form av en sammandragning av begreppet central processor.

## Censor 220
Konstruktionsarbetet för en förbättrad version av datorn inleddes våren 1961 av Sture Jansson, med Kjell Mellberg som chef. Man hade sikte på att ta hem ordern från KFF på fullständiga radarövervakningssystem för STRIL 60 i såväl radargruppcentraler (rrgc) som luftförsvarscentraler (lfc), vilket var en för tiden gigantisk order. KFF och FOA hade en positiv syn på digitaliseringen av radar och efter att SRT demonstrerat ett fungerande digitalt PPI gav man ordern för alla radargruppcentraler till SRT den 18 november 1961, och den omfattade då 50 miljoner kronor. Med kompletterande och utvidgade leveranser växte detta till det tredubbla de följande tio åren. Den förbättrade datorn som användes i radargruppcentralerna fick namnet Censor 220 och hade 40 bitars ordlängd och totalt 4096 ords minne (20 KB). Den hade försetts med ROM för trigonometriska tabeller och avbrottshantering vilket gjorde datorn och dess applikationer till ett allt mer sofistikerat realtidssystem. Datorn inspirerades till stor del av den engelska Atlasdatorn.
Systemet STRIL 60 hade även en andra dator: Facit DS 9000, som användes för stridsledning. Denna dator fungerade som en satellit till Censor-datorns målföljningssystem. I Facit DS 9000 kördes ett jaktstridsledningsprogram med ett styrkursberäkningssystem. Detta fungerade så att målinformation och styrkurs sändes ut till jaktflygplan som var i luften, och denna information presenterades grafiskt för piloten.

## Censor 932
Under mitten av 1960-talet utvecklade SRT ett system för att förutom den tidigare radarövervakningen och målföljningen även presentera väderdata på en rektangulär skärm. Detta fordrade mer datorkraft och Censor 932 var en vidareutveckling av Censor 220 med 32 bitars ordlängd, som dessutom använde en mindre 8-bitarsdator med namnet Censor 908 som satellitprocessor. Censor 932 hade en instruktionsuppsättning inspirerad av IBM System/360. År 1967 lades en order från KFF på att uppgradera de befintliga radargruppcentralerna till Censor 932. De gamla Censor 220-datorerna behölls och användes för bland annat presentation och datakommunikation. För Censor 932 utvecklades en assembler och en kompilator för språket CORAL som utvecklats av Ministry of Defence i Storbritannien. Man utvecklade även ett operativsystem med tidsdelning.
Censor 932 var uppbyggd av integrerade kretsar av TTL-typ på kretskort och monterades typisk i 2-3 19-tums elektronikrack och hade inga av de minnesbegränsningar föregångaren haft: godtyckligt antal minnesmoduler kunde anslutas. Det fanns tre huvudsakliga varianter av datorn som alla var sinsemellan kompatibla:
- Censor 932K - kassettvariant
- Censor 932V - virkortsvariant
- Censor 932E - europakortsvariant

Censor 932 vidareutvecklades senare till:
- Censor 9103 (virkort, 32 bitars ordlängd)
- Censor 9107 (foliekort, 16 bitars ordlängd)
- Censor 9109

## Censor 916
Efter att SRT sålts till Datasaab och därefter till Ericsson och inlemmats i Ericsson dotterbolag Svenska Radioaktiebolaget (SRA, senare Ericsson Radio Systems) flyttades flygtrafiksystemen till Ericssons egen dator Ericsson APN 167 som användes i vissa telefonväxlar. Under 1982-85 byttes den tekniska plattformen till APN 167 och denna fick då produktnamnet Censor 916 i linje med traditionen att kalla flygtrafiksystemens centrala processor för Censor.

## Tillämpningar
Förutom att användas i alla radargruppcentraler i STRIL 60-systemet användes Censor även i ett tidigt civilt trafikledningssystem på Arlanda med namnet ATC (Air Traffic Control) och vid ett sjukhusprojekt för thorax på Karolinska universitetssjukhuset.